# Jablan (Mirna Peč, Slovenija)
Jablan je naselje u slovenskoj Općini Mirnoj Peči. Jablan se nalazi u pokrajini Dolenjskoj i statističkoj regiji Jugoistočnoj Sloveniji. 

## Stanovništvo
Prema popisu stanovništva iz 2002. godine naselje je imalo 146 stanovnika.